# Slobodan Ribarić
Slobodan Ribarić (?, 1950.) hrvatski je sveučilišni profesor. Redoviti je profesor u trajnom zvanju na Fakultetu elektrotehnike i računarstva u Zagrebu i počasni profesor Sveučilišta u Rijeci.
Područje njegova znanstvenog i nastavnog interesa jest umjetna inteligencija, raspoznavanje uzoraka, računalni vid, arhitektura računala i biometrijski sigurnosni sustavi. Doživotni je član Instituta inženjera elektrotehnike i elektronike, kao i član IAPR-a te ISAI-a.
Ribarić je 1974. godine položio prijediplomski studij elektronike, a 1976. diplomski studij automatike. Svoj doktorski rad pisao je i obranio na Fakultetu elektrotehnike u Ljubljani 1982. godine.

## Djela
- Arhitektura računala pete generacije. 1986. Golden marketing – Tehnička knjiga
- Uvod u raspoznavanje uzoraka : primjena računala i mikroračunala u sustavima za raspoznavanje uzoraka (uz: Ludvik Gyrgyek, Nikola Pavešić). 1988. Golden marketing – Tehnička knjiga
- Arhitektura mikroprocesora. 1988./1990. Golden marketing – Tehnička knjiga
- Arhitektura računala RISC i CISC. 1996. Školska knjiga
- Naprednije arhitekture mikroprocesora. 1997./2002. Element
- Arhitektura računala. 2004. Školska knjiga
- Građa računala, arhitektura i organizacija računarskih sustava. 2011. Algebra

## Vanjske poveznice
- Profil na CroRIS-u
- Profil na stranicama FER-a